# Miserando atque eligendo
Miserando atque eligendo (z łac. Spojrzał z miłosierdziem i wybrał) – dewiza papieża Franciszka. Zawołanie to zostało wybrane wraz z sakrą biskupią w 1992 roku. Motto papieskie pochodzi z homilii św. Bedy komentującego przypowieść z Ewangelii o powołaniu św. Mateusza.
Pełne zdanie homilii brzmi:
Vidit ergo Iesus publicanum et quia miserando atque eligendo vidit, ait illi Sequere me
Jezus zobaczył celnika, a ponieważ było to spojrzenie zmiłowania i wyboru, rzekł do niego: «Pójdź za Mną»
Homilia ta jest czytana w liturgii godzin, w święto św. Mateusza.